# 루빈 (돌니실롱스크주)

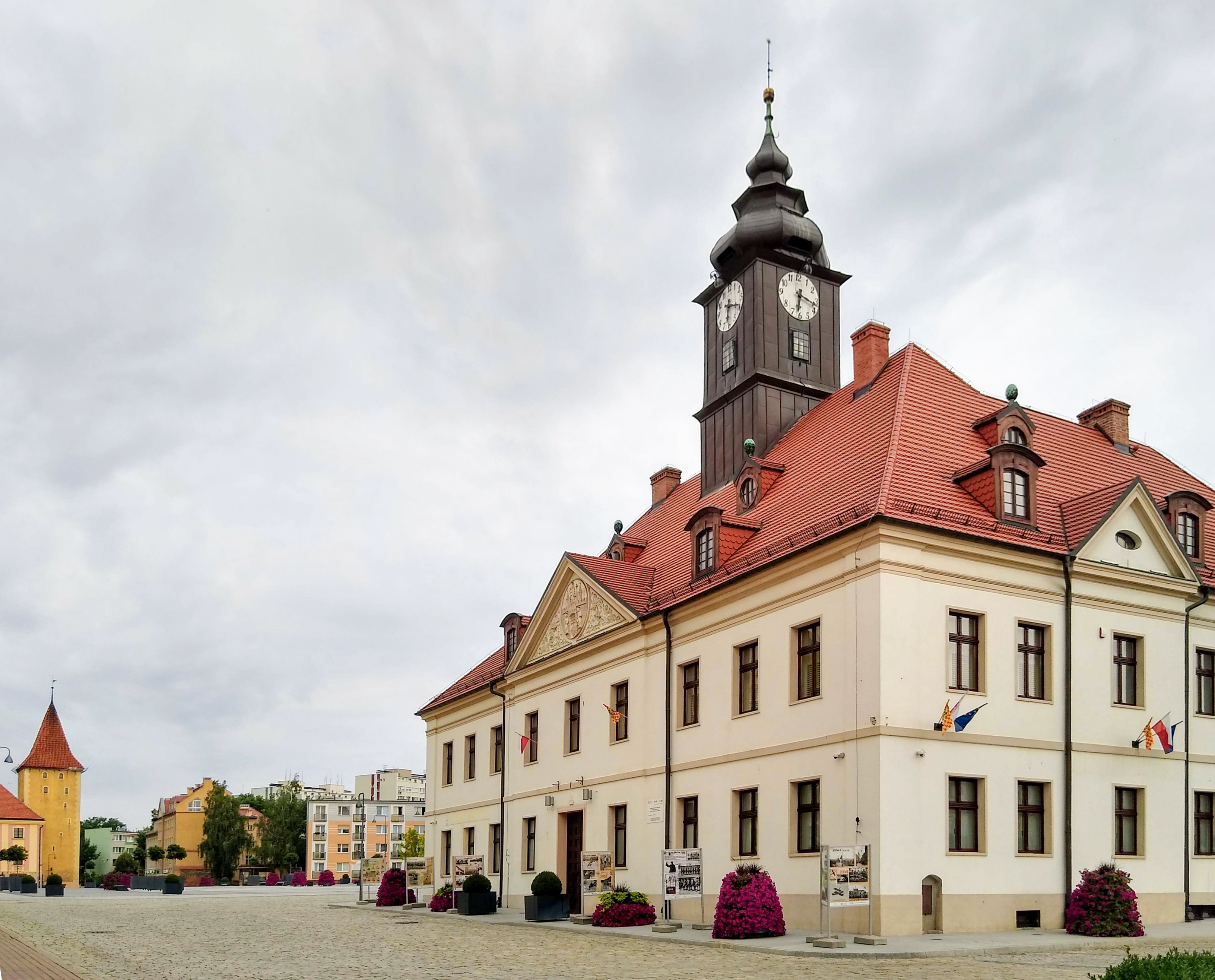
루빈 시청

루빈(폴란드어: Lubin, 독일어: Lüben 뤼벤[*])은 폴란드 남서부 돌니실롱스크주에 위치한 도시로, 면적은 40.77km2, 인구는 76,595명(2006년 기준), 인구 밀도는 1,900명/km2이다. 1975년부터 1998년까지는 레그니차 주에 속했으며 브로츠와프에서 북서쪽으로 71km, 레그니차에서 북쪽으로 20km 정도 떨어진 곳에 위치한다.

시기
시 문장

## 역사
990년경에 폴란드의 미에슈코 1세 국왕에 의해 마을이 형성되었다. 도시 이름은 마을을 위협하던 큰 곰을 살해하고 공을 세운 루바(Luba)라는 청년에서 유래된 이름이다. 1155년경에 작성된 교황의 칙서에서는 실레시아에 위치한 13개의 성주 가운데 하나로 묘사되었다.
1267년경에 작성된 교황 클레멘스 6세의 트셰브니차 수도원에 관한 증서에서는 그워구프 공국의 영지로 등장한다. 오늘날의 루빈은 1280년대에 하로렌, 프랑켄 지방에서 온 독일인들이 동방식민운동의 일환으로 건설되었다고 전해진다. 1526년부터 합스부르크 군주국의 지배를 받았고 1742년에는 프로이센 왕국의 지배를 받게 된다. 1945년 제2차 세계 대전의 종전과 함께 폴란드에 편입되었다. 